# Munditia echinata
Munditia echinata är en snäckart som beskrevs av Powell 1937. Munditia echinata ingår i släktet Munditia och familjen turbinsnäckor. Inga underarter finns listade i Catalogue of Life.